# Eye Dance
Albums de Boney M.
Christmas with Boney M.
(1984) The Best of 10 Years – 32 Superhits
(1986)
Singles
1. My Cherie Amour
Sortie : mai 1985
2. Young, Free and Single
Sortie : septembre 1985
3. Bang Bang Lulu
Sortie : juin 1986

Eye Dance est le huitième et le dernier album studio du groupe Boney M., sorti en 1985 sur le label Hansa Records.

## Liste des pistes
| 1. | Young, Free and Single | 4:10 |
| 2. | Todos Buenos           | 4:34 |
| 3. | Give It Up             | 3:58 |
| 4. | Sample City            | 3:43 |
| 5. | My Cherie Amour        | 4:04 |

| 1. | Eye Dance         | 4:04 |
| 2. | Got Cha Loco      | 3:34 |
| 3. | Dreadlock Holiday | 4:52 |
| 4. | Chica da Silva    | 5:33 |
| 5. | Bang Bang Lulu    | 3:01 |